# ريتشارد كليمنتس
ريتشارد كليمنتس (بالإنجليزية: Richard Clements)‏ هو رسام أسترالي، ولد في 10 أغسطس 1951، وتوفي في 4 نوفمبر 1999.